# 北鈴蘭台
北鈴蘭台（きたすずらんだい）は、神戸電鉄グループが兵庫県神戸市北区において1970年（昭和45年）より販売を開始したニュータウン。 
国土交通省作成の「ニュータウンリスト」に掲載される、旧住造法による住宅地である。
本項では北鈴蘭台住宅地および松宮台について述べる。

## 概要
1957年（昭和32年）4月1日より新たに「住宅課」を新設し、兵庫県内で戸建住宅販売を積極的に行っていた神戸電気鉄道（現：神戸電鉄）では、神戸高速鉄道開通や大阪ガスの進出普及などを受けて沿線の宅地開発を急速に進めた結果、不動産事業は非常に好調となっていた。
このような背景もあって、住宅課・計画課・土木課・建築課の土地経営4課が、沿線への大量人口誘致を目的として、兵庫県神戸市鈴蘭台の北部エリアに「人口約2.5万人・面積約142.5ha」の巨大ニュータウンの整備を構想、1968年（昭和43年）から第一次地域の開発工事に着手した。
鈴蘭台エリアは1928年（昭和3年）に「神有電鉄小部経営地」を販売して以降、神戸電鉄グループによる住宅開発が盛んな地域であり、神戸電鉄住宅課としては「旭が丘」「霞が丘」「松の宮住宅地」「松の宮南住宅地」「東山住宅地」「中山住宅地」に次いで鈴蘭台エリアで7番目の宅地開発となった。
北鈴蘭台住宅地は、鈴蘭台地域から北に相当な距離を隔てた地点にあり、住宅地へ容易にアクセスできる鉄道駅がなかった。このためニュータウンの開発にあわせ、開発事業主の神戸電鉄が1970年（昭和45年）に北鈴蘭台駅を新規開設させ、本ニュータウンの玄関口として営業を開始した。
ニュータウンの開発は第一次地域から第四次地域に分けられ、約50年間にわたって続けられた。本ニュータウンの正式名称は「北鈴蘭台」であるが、開発企業の社史や公的資料、雑誌、分譲ポスター等には「神鉄北鈴蘭台」や「神鉄北鈴蘭台住宅地」、「静かな空・青い空北鈴蘭台」などの表記も見られる。また第四次地域には「松宮台」の分譲名称が新たに設けられていた。

## 分譲地域

### 第一次住宅地
1968年（昭和43年）より開発工事が開始され、1970年（昭和45年）より順次分譲が進められた地域である。開発地域の地区名称は甲栄台と若葉台である。開発・販売ともに神戸電気鉄道（現・神戸電鉄）が担当している。

### 第二次住宅地
1973年（昭和48年）より開発工事が開始された地域である。開発・販売ともに神戸電気鉄道（現・神戸電鉄）である。

### 第三次住宅地
1983年（昭和48年）より分譲を開始した地域で、地区名称は惣山町である。開発は神戸電気鉄道（1988年以降は神戸電鉄）、神鉄エンタープライズなどが担当した。販売は1986年（昭和61年）以降、神鉄住宅販売に委託していた。1987年より神戸電鉄が建設する神鉄木造住宅を対象とした住宅フェアを開催、1989年（平成元年）のフェアでは倍率26倍を記録するに至った。また神戸電鉄グループの鉄道会社である北神急行電鉄が開業した際には「北神急行開業記念ハウジングフェア」も開催した。

### 第四次住宅地（松宮台）
1999年（平成11年）に着工、2003年（平成15年）より分譲を開始した地域で、地区名称は松宮台である。分譲時は「松宮台」の名称で販売された。キャッチコピーは「光あふれ、個性きらめく住宅地」で、2016年（平成28年）に販売を終了した。